# Líbia, Líbia, Líbia
Líbia, Líbia, Líbia (em árabe: ليبيا ليبيا ليبيا, Inglês: Lybia, Lybia, Lybia), também conhecida como Ya Beladi, ou Oh, meu país, é o atual hino nacional da Líbia. Também foi o hino nacional do país durante o período do Reino da Líbia, de 1951 a 1969. Foi composto por Mohammad Abdel Wahab em 1951, com a letra sendo escrita por Al Bashir Al Arebi.

## Letra
Em português

Oh meu país! Com a minha luta e minha paciência
Afugentar inimigos e percalços,
E sobreviver!
Sobreviver a tudo, nós somos o seu resgate
Líbia, Líbia, Líbia!
Oh meu país! Você é a herança dos patriarcas,
Que Deus rejeitará qualquer mão que iria prejudicá-lo
Faça sobreviver! Nós somos para sempre os seus soldados,
Se você sobreviver, não importa quem perece.
Para você que damos compromissos solenes
Que nós, Oh Líbia, nunca lhe faltará.
Nós nunca vamos voltar a grilhões, fomos libertados,
e temos livre o nosso país
Líbia, Líbia, Líbia.